# Campiglossa plantaginis
Campiglossa plantaginis este o specie de muște din genul Campiglossa, familia Tephritidae. A fost descrisă pentru prima dată de Alexander Henry Haliday în anul 1833. Conform Catalogue of Life specia Campiglossa plantaginis nu are subspecii cunoscute.